# لو هاو
لو هاو (بالصينية: 罗皓) هو لاعب كرة قدم صيني، ولد في 17 يناير 1995 في شنيانغ في الصين. لعب مع نادي تشونغتشينغ ليانغجيانغ.

## وصلات خارجية
- لو هاو على موقع قاعدة بيانات كرة القدم.إي يو (الإنجليزية)
- لو هاو على موقع Soccerway.com (الإنجليزية)